# Marsdenia popoluca
Marsdenia popoluca là một loài thực vật có hoa trong họ La bố ma. Loài này được Juárez-Jaimes & A. Campos V. mô tả khoa học đầu tiên năm 2003.